# Hochstadt am Main
Hochstadt am Main (eller: Hochstadt a.Main) er en kommune ved Obermain i Landkreis Lichtenfels regierungsbezirk Oberfranken i den tyske delstat Bayern. Den er en del af Verwaltungsgemeinschaft Hochstadt-Marktzeuln med administrationsby i Marktzeuln.

## Geografi
Kommunen ligger om navnet siger, ved floden Main; Det højeste punkt i kommunen er Eulenberg der er 457 meter højt.

### Inddeling
I kommunen er der , ud over Hochstadt am Main disse landsbyer og bebyggelser:
| - Anger - Burgstall - Obersdorf - Reuth - Thelitz - Wolfsloch |

### Trafik
Hochstadt a. Main ligger ved hovedvejene B 173 og B 289.